# Toplice (Jasztrebarszka)
 Toplice  (más néven Svetojanske Toplice ) falu Horvátországban Zágráb megyében. Közigazgatásilag Jasztrebarszkához tartozik.

## Fekvése
Zágrábtól 34 km-re délnyugatra, községközpontjától 8 km-re északnyugatra, a Plešivica-hegység lábánál dombok között fekszik. Két részből Gornje és Donje Toplicéből áll.

## Története
A települést 1249-ben "Toplicha" néven említik először a Pribics család birtokaként. 1284-ben Priba fia Pribko a Babonicsoknak adta el. A 15. századtól lakói a jaskai plébánia jobbágyai voltak. A falu a felett a 16. században a Mindenszentek tiszteletére szentelt fakápolnát építettek. A kápolna szentélye keletre, a bejárat nyugatra nézett, körülötte temető volt. 1683-ban a fakápolnát falazott formában építették újjá és a Szentháromság, valamint a Mindenszentek tiszteletére szentelték fel. Ezt a kápolnát 1821-ben le kellett bontani, mivel már nem tarthattak benne istentiszteletet. Mára már csak az alapjai látszanak.
Toplice melegvizű forrását 1773-ban említik először. Dragutin Gorjanović Kramberger 1892-es leírása szerint a forrás vizét mintegy 7 méter nagyságú és fél méter mélységű kerek, kavicsozott medencében fogják fel, mely a fürdésre szolgál. A víz összetételének első teljes elemzését S. Miholić végezte 1925-ben. A falu legidősebb lakójának visszaemlékezése szerint a még ma is látható betonozott medencét 1934-ben építették, előtte egy kőből, földből és vesszőfonatból épített medence volt a helyén. A falunak 1857-ben 176, 1910-ben 232 lakosa volt. Trianon előtt Zágráb vármegye Jaskai járásához tartozott. 1996-ban új fürdőmedencét avattak a településen nem messze a falu bejáratától, ma ezt használják fürdésre. Köréje mára sport rekreációs központ épült ki vendéglátó egységekkel, melyek a tulajdonjogi problémák miatt tátonganak az ürességtől. Toplicának 2001-ben 110 lakosa volt.

## Lakosság
| Lakosság változása | Lakosság változása | Lakosság változása | Lakosság változása | Lakosság változása | Lakosság változása | Lakosság változása | Lakosság változása | Lakosság változása | Lakosság változása | Lakosság változása | Lakosság változása | Lakosság változása | Lakosság változása | Lakosság változása |
| ------------------ | ------------------ | ------------------ | ------------------ | ------------------ | ------------------ | ------------------ | ------------------ | ------------------ | ------------------ | ------------------ | ------------------ | ------------------ | ------------------ | ------------------ |
| 1857               | 1869               | 1880               | 1890               | 1900               | 1910               | 1921               | 1931               | 1948               | 1953               | 1961               | 1971               | 1981               | 1991               | 2001               |
| 176                | 176                | 216                | 237                | 240                | 232                | 211                | 211                | 213                | 228                | 223                | 184                | 126                | 157                | 110                |

## Nevezetességei
- Toplice termálfürdője, sport és rekreációs központja.
- A faluban fennmaradt néhány hagyományos prigorjei faház.

## Külső hivatkozások
- Jasztrebaszka város hivatalos oldala
- Sveta Jana honlapja